# Кох, Бернвард
Бернвард Кох (нем. Bernward Koch, род. 23 января 1957, Зиген, ФРГ) — немецкий композитор и мультиинструменталист, работающий в жанре нью-эйдж.

## Биография
Бернвард Кох родился 23 января 1957 года в городе Зиген, земля Северный Рейн-Вестфалия, ФРГ. С 12 лет играл на валторне в музыкальном духовом оркестре, позже перешёл на трубу. Спустя два года Кох начал заниматься бас-гитарой, гитарой и ударными, играя в музыкальной группе. В 15 лет отец Бернварда, известный аккордеонист Хьюберт Кох, подарил подростку пианино, на котором начинающий музыкант также научился играть. Бернвард увлекался, в особенности, джазом, рок-, поп-, фолк-музыкой и классической музыкой. С 20 лет учился в музыкальном университете в Кёльне, одновременно принимая участие в нескольких музыкальных семинарах, в том числе в Бременском университете, и играя на клавишных и ударных инструментах в разных джаз-рок-группах.
В то же время Кох писал собственные композиции для фортепиано, украшая их клавишными инструментами, флейтой, гитарой и ударными. В 1989 году подписал свой первый сольный контракт — с лейблом Erdenklang в Гамбурге. В 1990 году выпустил свой дебютный альбом Flowing, композиции с которого ротировались такими американскими радиостанциями, как The Wave в Лос-Анджелесе и KKSF в Сан-Франциско. Популярность Коха стала расти, когда композиция Ever Returning с этого альбома была включена Элизабет Тейлор в сборники-пособия по СПИДу по рекомендации вышеупомянутых радиостанций наряду с композициями таких артистов и коллективов, как Бонни Рэйтт, Стинг и Yanni. В сентябре—октябре 1993 года очередной альбом Бернварда Коха Laguna De La Vera находился в чарте американского журнала Billboard, посвящённом жанру нью-эйдж, и достиг в нём 18 позиции, а также получил признание в других странах. Выпущенный в 1995 году альбом Still Magic также обрёл популярность в США и Европе. В 1997 году американская звукозаписывающая компания Real Music переиздала первый альбом музыканта Flowing. В дальнейшем Бернвард Кох продолжает выпускать новые альбомы как сольно, так и в соавторстве с другими музыкантами.
С 2006 года композитор является членом Национальной академии искусства и науки звукозаписи США и обладает правом голоса на премии Грэмми.

## Дискография
| Год  | Название альбома       | Лейбл               |
| ---- | ---------------------- | ------------------- |
| 1990 | Flowing                | DA-Music/Erdenklang |
| 1992 | Laguna de la Vera      | DA-Music/Erdenklang |
| 1995 | Still Magic            | BSC-Music           |
| 1997 | Picante                | BSC-Music           |
| 1999 | Journey to the Heart   | Real Music          |
| 2005 | Walking through Clouds | Real Music          |
| 2008 | Montagnola             | DA-Music/Erdenklang |
| 2009 | Gentle Spirit          | Real Music          |
| 2011 | Silent Star            | Real Music          |
| 2013 | Day of Life            | Real Music          |
| 2015 | Remembering            | Real Music          |
| 2016 | Touched by Love        | Real Music          |
| 2017 | Filled with Light      | Real Music          |
| 2020 | Becoming               | Myndstream          |
| 2022 | Tree Tales             | Tree Tales Records  |

## Отзывы прессы
Творчество Бернварда Коха получает положительные отзывы профильных изданий. Майкл Деббидж, рецензент сайта Mainly Piano, в своём обзоре альбома Day of Life охарактеризовал Коха как музыканта с хорошей классической подготовкой, имеющего хороший слух для создания подобной музыки и свободу для творчества. По мнению рецензента, мелодии композитора сочетают в себе влияние классики и эмбиента. Музыку Коха он называет «бархатной, гладкой, без краёв» и «пасторальной, позволяющей отлично сбежать от повседневности».
Портал Ambient Visions в своих рецензиях называет Бернварда Коха талантливым композитором и свидетельствует, что музыкант достаточно освоил свой инструмент — фортепиано, — чтобы переводить свои чувства и настроение в композиции и вселять те же ощущения в своих слушателей. Вместе с тем, кроме фортепиано в композициях присутствуют и другие инструменты, включая синтезатор. Музыка Коха описывается такими эпитетами, как «лёгкая», «привлекательная», «успокаивающая, позволяющая отвлечься от тяжёлого дня». В обзоре альбома Walking Through Clouds рецензент портала выразил мнение, что данная музыка хорошо подходит для офиса (поскольку она не скучная и не монотонная, ей не свойственна повторяемость мотивов и она не отвлекает), а также для отдыха тихими вечерами в силу своей атмосферности.

## Влияние
Государственный университет Вебера, расположенный в американском штате Юта, исследовал музыку Бернварда Коха и рекомендовал её использование в качестве средства для снятия стресса. Спокойная, мелодичная музыка композитора используется во время пассажирских перелётов многими авиакомпаниями, среди которых United Airlines, Lufthansa и Air China, с целью снятия страха перед полётами у пассажиров. Кроме того, американская организация Massachusetts Fallen Soldiers использует музыку Коха для лечения солдат, страдающих от посттравматического стрессового расстройства и имеющих предрасположенность к суициду.